# Château de Walworth
Le château de Walworth est un château originellement du XIe siècle, situé à Walworth, près de Darlington, dans le comté de Durham, en Angleterre. Il s'agit d'un bâtiment classé Grade 1. Il est achevé vers 1600, probablement par Thomas Holt pour Thomas Jenison. Il se dresse à l'emplacement d'un ancien manoir ou château construit au XIIe siècle par la famille Hansard. Le domaine passe entre les mains des Ayscough et des Aylmer en plus des hansards et des Jenison, et devient un camp de prisonniers de guerre pendant la Seconde Guerre mondiale, puis un pensionnat pour filles après la guerre. C'est un hôtel depuis 1981.

## Histoire

### Familles Hansard et Ayscough
Le manoir actuel se dresse sur le site d'un ancien manoir ou château construit vers 1150 par la famille Hansard. Il n'y a aucune preuve que le bâtiment ait jamais été utilisé pour la défense. Le titre du château est tombé entre les mains de la Famille Neville après la peste noire de 1349, mais est récupéré par Robert Hansard en 1391. Le château passe ensuite à Sir Richard Hansard en 1395, son fils Richard en 1454, son petit-fils Richard en 1466, Sir William Hansard en 1508, le fils de Sir William, William en 1521, et à la fille de William Jr., Elizabeth Hansard en 1521. En 1539, Elizabeth épouse Sir Francis Ayscough, de sorte que le château passe à la famille Ayscough . En 1563, le château passe à son fils William Ayscough, mais comme il n'y a plus d'héritiers, le château est vendu .

### Famille Jenison
Vers 1579, Thomas Jennison, vérificateur général d'Irlande, achète à la famille Ascough le manoir de High Walworth . Le domaine comprend un manoir ou château médiéval sur ce site  qui est démoli en majeure partie à l'exception de la tour médiévale sud−ouest et remplacé par le château actuel  dont le tissu est encore identifiable comme datant du XVIe siècle. On pense que l'architecte de Jennison est probablement Thomas Holt . En 1586, Jenison meurt et sa veuve Elizabeth Birch hérite du château . C'est pendant qu'elle est propriétaire que le roi Jacques VI d'Écosse séjourne le 14 mai 1603 lors d'un voyage vers son couronnement en tant que roi d'Angleterre ,. On raconte que le roi fait chevalier son gendre George Freville en échange de nombreux divertissements au château . En 1605, Elizabeth Jenison meurt et son fils William Jenison hérite du château. Il se délabre parce qu'il n'y habite pas, parce qu'il est endetté et parce qu'en 1610 et 1612 il est emprisonné car il est catholique romain . Les Jennison sont une famille fortement catholique . En 1679, Francis Jennison vend le domaine et émigre en Europe, peut-être parce qu'en 1678, Thomas Jenison est accusé d'être impliqué dans le complot papiste pour assassiner Charles II, dénoncé par Titus Oates et jeté dans la prison de Newgate. En 1681, le château est séparé du reste du domaine et attribué par la chancellerie à Robert Jenison. En 1687, le château est réuni avec son domaine lorsque Ralph Jenison achète l'ensemble du domaine pour 6 205 £. Ralph Jenison hérite du château à l'âge de 10 ans en 1704. Il le rénove  à grands frais et meurt endetté, de sorte que le château est de nouveau vendu .

### Familles Stephenson, Harrison, Aylmer et Eade
Le château est vendu pour 16 000 £ en 1759 au marchand de vin Matthew Stephenson, puis au marchand de Newcastle John Harrison en 1775. Sa fille Ann épouse Arthur Aylmer, un officier de l'armée britannique du 68e régiment d'infanterie, plus tard promu lieutenant-général et passe donc à la famille Aylmer ,. Après l'inhumation du général Aylmer à Heighington en 1831, John Harrison Aylmer hérite du château. Il répare le toit et remplace les anciennes statues de soldats sur les tours par des piliers surmontés de boules, pour ressembler aux statues. Cependant, en 1868, lui, sa femme et son fils aîné sont tués dans la catastrophe ferroviaire d'Abergele. Ses fils Vivian et Edmund, âgés respectivement de 12 et 9 ans, héritent du château. Vivian devient High Sheriff of Durham et un chasseur de gros gibier qui explore le Somaliland et traverse la Corne de l'Afrique en 1885. Il meurt en 1931, et lui et son frère sont enterrés à Caerleon. Le château est ensuite vendu aux descendants du général Aylmer, Neville et Charles Eade. Pendant la Seconde Guerre mondiale, le château est utilisé comme camp de prisonniers de guerre pour 200 hommes, dont des officiers allemands et italiens, sous le commandement du major Rollin Holmes . En 1950, le conseil du comté de Durham achète le château et il devient un pensionnat pour filles ,.
En 1981, le Conseil vend le château, qui devient un hôtel. Il fait actuellement partie du groupe d'hôtels Best Western au Royaume-Uni.

### Bâtiment du château

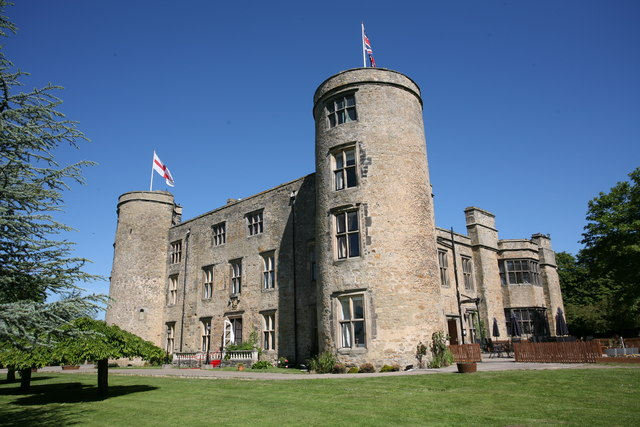
Château de Walworth

Ce château Tudor, datant d'environ 1600, est un manoir construit en moellons calcaires partiellement enduits, et le toit est en ardoise galloise . La tour ouest est plus ancienne, avec des canonnières, des fenêtres étroites trilobées et en plein cintre . Il a un bâtiment principal de cinq travées et de trois étages orienté au sud entre deux tours rondes d'angle de quatre étages  avec des ailes est et ouest du côté nord, formant trois côtés d'un carré ouvert à l'origine sur le Nord. Cependant, une série de bâtiments du début du XIXe siècle sur le côté nord de la place entoure désormais la cour . Jusqu'au début du XXIe siècle, le bâtiment contenait du verre du XVIIe siècle, qui est transféré au Bowes Museum ,. Quelques dalles de date inconnue sont découvertes in situ dans la cave ou le sous-sol du château en 2002 . Une rénovation interne a lieu en 1740, de sorte que l'intérieur présente désormais d'importants éléments du milieu du XVIIIe siècle, tels que des plâtres Rococo. En 1864, l'escalier principal est reconstruit et l'aile ouest reçoit une nouvelle façade . C'est maintenant un bâtiment classé Grade I .

### Terrains
Au nord du château, un ensemble de murs de jardin en briques rapiécées et pierres équarries du XIXe siècle, des piles de portail en pierre de taille à couronnement pyramidal et une serre sont classés. La serre en bois vitrée a une section centrale plus haute avec deux ailes inférieures . Une médaille appartenant apparemment à Thomas Jennison, le constructeur du château au XVIe siècle, est retrouvée en 1937-1938 lors de travaux d'élargissement de la route sur Newton Lane. Elle est trouvée sous le mur nord du parc du château et est gravée d'une image d'un pont et du nom de Thomas Jennison . Le pavillon et la porte du château néo-Tudor de 1870 sont un bâtiment classé, car il imite le style médiéval crénelé pour correspondre au château. Les piliers du pavillon et de la porte sont tous deux crénelés et le bâtiment d'un étage en forme de L a des tours d'angle et une maçonnerie à parement rocheux avec un parement en pierre de taille . Des cabanes à l'est du château sont identifiées comme le site possible du camp de prisonniers de guerre de la Seconde Guerre mondiale .